# 무주읍
무주읍(茂朱邑)은 전북특별자치도 무주군의 군청 소재지이며, 소백산맥의 고원에 위치하고 있다.

## 개요
여름에 비가 많이 내리고 매우 더우며, 담배의 생산량이 많다. 그 밖에도 목공품, 신탄, 감의 산지로 알려져 있다. 농가의 부업으로 양잠, 제지 등을 많이 한다. 군의 북부에 치우쳐 있고 국도 상에 면해 있으며, 여기서 경상남북도로 넘어가는 유일한 도로가 분기된다. 관광자원으로는 무주 구천동을 중심으로 한 덕유산 국립공원을 비롯하여 적상산성지, 수성대, 안렴암 등이 있다. 구천동은 덕유산 북쪽 계곡에 있으며, 연화폭, 구천폭 등의 비폭이 곳곳에 있어 선경을 이루고 있다. 적상산은 높이가 해발 1,020ｍ이고 사면에 깎아 세운 듯한 석벽과 울창한 노수, 가을의 단풍은 산 이름대로 아름답다. 또 산 위에는 5km에 달하는 성터가 있으며, 곳곳에 고찰이 있다.

## 행정 구역
- 읍내리
- 당산리
- 오산리
- 장백리
- 내도리
- 대차리
- 용포리
- 가옥리

## 아파트
| 단지명          | 건설사       | 시행사       | 주소                      | 입주       | 비고     |
| --------------- | ------------ | ------------ | ------------------------- | ---------- | -------- |
| 남대천 휴먼시아 | 남해종합개발 | 대한주택공사 | 무주읍 장터로 26 (읍내리) | 2009년 9월 | 국민임대 |

## 교육
- 무주초등학교
- 내도초등학교 (폐교) - 내도로 582 (내도리)
- 무주중앙초등학교
- 무주중학교
- 무주고등학교